# Prawo prywatne
Prawo prywatne (łac. ius privatum) – jedna z dwóch podstawowych gałęzi prawa (obok prawa publicznego), skupiająca normy prawne, których zadaniem jest ochrona interesu jednostek i regulacja stosunków pomiędzy nimi.

## Prawo prywatne a prawo publiczne
Podstawowym kryterium rozróżnienia prawa prywatnego i publicznego jest „korzyść” (łac. utilitas). Zadaniem norm prawa prywatnego jest przynoszenie korzyści poszczególnym jednostkom, co odróżnia je od prawa publicznego, które tworzone jest w interesie całego społeczeństwa lub państwa.

## Ewolucja historyczna

### Prawo rzymskie
Rozróżnienie prawa prywatnego i publicznego jest dorobkiem jurysprudencji rzymskiej. W źródłach literackich oba terminy odnotowali już w II i I wieku p.n.e. Terencjusz, Cyceron i Tytus Liwiusz chwalący Ustawę XII tablic jako „źródło całego prawa, publicznego i prywatnego”. Najprawdopodobniej pierwszego, dokładniejszego rozróżnienia, dokonał Ulpian Domitius. W Digestach Justyniana (D.1,1,6,1), zachowało się ono w takiej formie:
[...] publicum ius est quod ad statum rei Romanae spectat, privatum quod ad singulorum utilitatem: sunt enim quaedam publice utilia quaedam privatim.
[...] prawem publicznym jest to, które dotyczy ustroju państwa rzymskiego, [prawem] prywatnym to, które dotyczy korzyści jednostek, są bowiem pewne [normy] ogólnie użyteczne, pewne prywatne.
Dalej dokonał on podziału prawa prywatnego, pisząc:
Privatum ius tripertitum est: collectum etenim est ex naturalibus praeceptis aut iure gentium aut civilibus.
Prawo prywatne ma trzy części: składa się bowiem z przepisów prawa naturalnego albo [z przepisów] prawa narodów, albo [z przepisów] prawa obywatelskiego.
Ius privatum rozwijało się w starożytnym Rzymie zdecydowanie szybciej niż ius publicum, co w efekcie poskutkowało utożsamianiem „prawa” z „prawem prywatnym” (tak np. u żyjącego w II wieku n.e. Gaiusa). Po upadku Imperium, rzymskie prawo prywatne doczekało się przede wszystkim w średniowieczu szerokiej recepcji do systemów prawnych państw europejskich.

### Współcześnie
Współczesne postrzeganie prawa prywatnego, właściwie nie zmieniło koncepcji rzymskiej. Do gałęzi prawa prywatnego zaliczyć można obecnie:
- prawo cywilne
- prawo rodzinne
- prawo pracy
- prawo handlowe.

## Cechy norm

### Podmioty
Prawo prywatne charakteryzuje równouprawnienie stron stosunków prawnych. 
Zatem obie strony mogą układać swoje wzajemne stosunki, mając do dyspozycji te same środki. Przede wszystkim będą nimi umowy. W odróżnieniu od prawa publicznego nie może tu być mowy o stosunku władczości jednego podmiotu do drugiego. Nie ma też możliwości stosowania siły fizycznej lub żadnych innych form przymusu, które są zarezerwowane dla aparatu państwowego i ewentualnie podmiotów prywatnych, którym państwo przyznało takie uprawnienia (np. poprzez koncesję dla firmy ochroniarskiej).

### Charakter norm
Normy prawa prywatnego, to w dużej mierze normy względnie obowiązujące (łac. l.p. ius dispositivum). Zatem są to normy, które pozwalają obu stronom stosunku prawnego na ułożenie go wedle ich woli w pewnych granicach.
Natomiast prawo publiczne cechuje przewaga norm bezwzględnie obowiązujących.